# Prionopelta aethiopica
Prionopelta aethiopica es una especie de hormiga del género Prionopelta, familia Formicidae. Fue descrita científicamente por Arnold en 1949.
Se distribuye por Sudáfrica y Tanzania. Se ha encontrado a elevaciones de hasta 1426 metros. Vive en microhábitats como la hojarasca. También frecuenta bosques costeros.